# Jean Pierre Sauvage
Jean Pierre Sauvage (* 11. April 1699 in Luxemburg; † 27. September 1780 in Brüssel) war ein niederländischer Porträtmaler.

## Leben

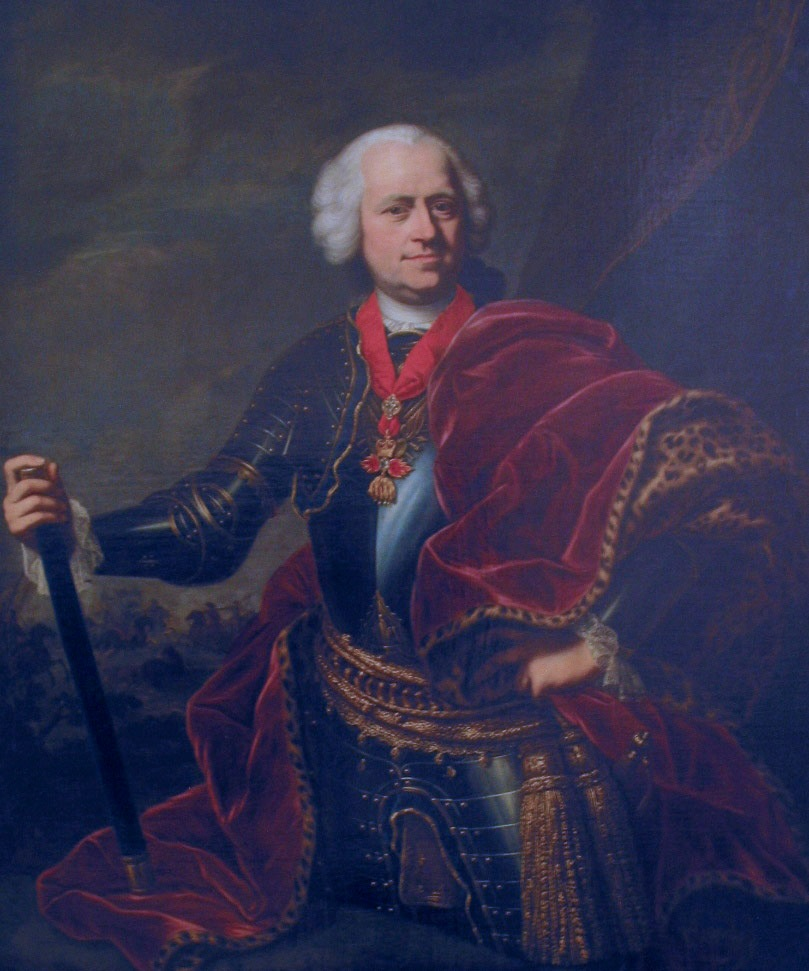
Porträt Karl Josef Batthyány, HGM

Jean Pierre Sauvage war ein bekannter Porträtmaler seiner Zeit und war Hofmaler Karl Alexanders von Lothringen. 1736 wurde er als „étranger“, also als „Ausländer“ (das heißt nicht Brüsseler), in die Brüsseler Lukasgilde aufgenommen. Außerdem erhielt Jean Pierre Sauvage den Titel eines Hofmalers bei der Kaiserin Maria Theresia in Wien, wo er wohl auch mit den dortigen Adelskreisen in Kontakt kam. Auf diese Weise entstand u. a. auch das Porträt des Generalfeldmarschalls Karl Josef Batthyány, welches sich heute im Heeresgeschichtlichen Museum in Wien befindet.
Die Werke des Jean Pierre Sauvage sind heute über halb Europa verstreut, u. a. in Niedersgegen, Brüssel, Ostende, Oschatz, Braunschweig, Wien und Florenz.

## Werke
- Porträt Karl Fürst Batthyany. Öl auf Leinwand, 1748, 137 × 113 cm, Heeresgeschichtliches Museum, Wien.
- Porträt Karl Alexander von Lothringen als Hochmeister des Deutschen Ordens, Öl auf Leinwand, Schloss Lucklum.